# Aratinga finschi
Aratinga finschi é uma espécie de ave da família Psittacidae.
Pode ser encontrada nos seguintes países: Costa Rica, Nicarágua e Panamá.
Os seus habitats naturais são: florestas subtropicais ou tropicais húmidas de baixa altitude e florestas secundárias altamente degradadas.